# Mouazé
Mouazé (bret. Moezeg) – miejscowość i gmina we Francji, w regionie Bretania, w departamencie Ille-et-Vilaine.
Według danych na rok 1990 gminę zamieszkiwało 809 osób, a gęstość zaludnienia wynosiła 96 osób/km² (wśród 1269 gmin Bretanii Mouazé plasuje się na 659. miejscu pod względem liczby ludności, natomiast pod względem powierzchni na miejscu 889.).